# Виктървил (град, Калифорния)
Виктървил (на английски: Victorville) е град в окръг Сан Бернардино, щата Калифорния, САЩ. Виктървил е с население от 107721 жители (2007) и обща площ от 189,85 km². Намира се на 832 m надморска височина. ЗИП кодовете му са 92392, 92393, 92394, 92395, а телефонният му код е 760.